# Carlo Maria Croce
Carlo Maria Croce (Milano, 17 dicembre 1944) è un oncologo italiano.

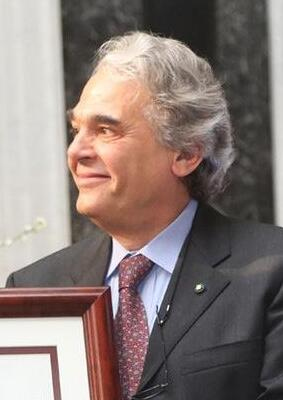
Carlo Maria Croce, 2013

Professore di medicina interna presso la Ohio State University, fino al 2015 è stato anche, contemporaneamente, professore di oncologia medica presso la Facoltà di Medicina e Chirurgia dell'Università di Ferrara. Croce e le sue ricerche hanno attirato l'attenzione dell'opinione pubblica a causa di molteplici accuse di frodi e cattiva condotta in ambito scientifico.
Il lavoro di ricerca di Croce si concentra prevalentemente sui microRNA e il loro ruolo in oncologia. Grazie alle sue innumerevoli scoperte e ai suoi contributi nel campo della genetica e dell'oncologia, Carlo Croce - con un H-index di 224 e oltre 150.000 citazioni - è lo scienziato italiano più citrato, collocandosi tra l'altro al primo posto nella classifica dei Top Italian Scientists.
Per una serie di scoperte innovative che hanno rivoluzionato l'approccio alla prevenzione, alla diagnosi, al controllo e al trattamento terapeutico del cancro, Carlo Croce ha ricevuto vari premi, tra cui il "Clowes Memorial Award" dall'American Association for Cancer Research per le sue scoperte sui meccanismi molecolari della leucemia nel 2006 e il Dan David Prize nel 2018.
Croce è stato direttore del progetto Human Cancer Genetics, e dal 2004 al 2018 presidente del dipartimento di Molecular Virology, Immunology and Medical Genetics e direttore dell'Istituto di Genetica presso il Comprehensive Cancer Center della Ohio State University.
È membro dell'American Academy of Arts and Sciences.

## Biografia
Carlo Croce nasce il 17 dicembre 1944 a Milano da madre casalinga e padre ingegnere meccanico. All'età di due anni si trasferisce a Roma con la famiglia. Qui, nel 1963, si iscrive alla facoltà di medicina e chirurgia dell'Università La Sapienza ove si laurea con lode nel 1969.
L'anno successivo si reca negli Stati Uniti; qui Croce inizia la sua carriera come ricercatore associato allo Wistar Institute of Biology and Anatomy di Filadelfia presso il quale rimarrà per diciotto anni dal 1970 al 1988.
Nel 1980, è eletto professore di genetica umana all'Università della Pennsylvania e direttore associato allo Wistar Institute, titoli che detiene fino al 1988. Dal 1988 al 1991, Croce è direttore del Fels Institute per la ricerca sul cancro e per la biologia molecolare alla Temple University School of Medicine di Filadelfia, presso la quale ricopre anche il ruolo di professore di patologia generale. Qui espande rapidamente la facoltà, incrementa il numero di collaboratori e attiva un percorso di dottorato in genetica; nonostante i successi ottenuti, successivamente ammetterà di non aver ricevuto abbastanza supporto né spazio di manovra dalla Temple University.
Nel 1991, Croce è nominato direttore del Kimmel Cancer Center presso il Jefferson Medical College della Thomas Jefferson University di Filadelfia, dove porta con sé oltre i 200 membri del Fels Institute e presso la quale ricopre la cattedra di oncologia molecolare. Durante la sua permanenza al Jefferson Medical College, nel 2002 Croce giunge alla scoperta del ruolo dei microRNA nella patogenesi e nella progressione del cancro, scoperta che implica l’esistenza di una nuova classe di geni coinvolti nell'insorgenza del cancro. In particolare, scopre che la perdita di due microRNA (miR-15a e miR-16-1) che colpivano il gene Bcl-2 era causa dell'insorgenza della leucemia linfatica cronica nei topi.
Nel 1994, Croce entra a far parte del comitato consultivo scientifico del Council for Tobacco Research, dove rimane fino alla chiusura del gruppo dopo l'accordo per la liquidazione del tabacco. Durante quel periodo, le aziende del tabacco hanno usato le ricerche di Croce sulla FHIT per sostenere che il cancro ai polmoni fosse una condizione ereditaria. Tuttavia questo è in contrasto con il precedente lavoro pubblicato da Croce e i suoi collaboratori, i quali hanno dichiarato, dal 1997, che il gene FHIT è stato perso come diretta conseguenza del fumo di sigarette.
Nel 2004, Croce accetta un posto alla Ohio State University, dove era consigliere esterno dal 1988, ricevendo in cambio uno stipendio di 475.000 dollari e la possibilità di portare con sé oltre 100 suoi collaboratori. Sotto la sua direzione, la facoltà conduce tutt’oggi sia ricerche cliniche che di base nell'ambito del programma Human Cancer Genetics. I progetti di ricerca di base si concentrano su come i geni vengano attivati e inattivati, su come i segnali di crescita cellulare vengano trasmessi e regolati all'interno delle cellule, e su come le cellule interagiscano con il sistema immunitario. La ricerca clinica si concentra sulla scoperta di geni legati al cancro e di possibili mutazioni che predispongono le persone allo sviluppo del cancro.
Nel 2010, è eletto membro dell'American Academy of Arts and Sciences.
Nel 2013, Croce si dimette dal comitato scientifico della Fondazione Ri.MED a causa del supporto del suo direttore al controverso metodo Stamina.
Dal 1990 al 2000 è stato editor-in-chief della rivista Cancer Research.
Ad oggi, Croce ha ricevuto oltre 86 milioni di dollari in sovvenzioni federali come principal investigator, fra cui 29,1 milioni di dollari ricevuti dallo stato dell'Ohio il quale, nel 2016, ha dimostrato ulteriore vicinanza alle ricerche di Croce con un finanziamento aggiuntivo di 850.000 dollari.
Una dichiarazione della Ohio State University riporta che dal primo gennaio 2019 Carlo Croce non è più presidente del dipartimento di biologia e genetica del cancro presso la medesima università. Da allora Croce ha intrapreso una causa contro la Ohio State University per rivendicare la posizione.
Nel luglio 2022, sulla rivista Nature vengono pubblicati risultati preliminari (ancora ufficiosi) dei risultati di un'inchiesta interna dell'Ohio State University, che ha riscontrato diversi problemi (tra cui plagio e falsificazione dei dati) in diversi articoli pubblicati da ricercatrici del laboratorio di Croce.

## Indagini sulla cattiva condotta scientifica
Le ricerche e le pubblicazioni di Croce sono state esaminate dalla comunità scientifica per possibile presenza di frodi, compresa la manipolazione di immagini e dati. Mentre lavorava al Jefferson, gli investigatori federali hanno affermato che Croce e un collega avevano presentato false richieste di risarcimento per ricerche mai intraprese. Nel 2007, l'Università dell'Ohio (OSU) ha indagato su Croce per cattiva condotta dopo che il National Institutes of Health (NIH) ha restituito una domanda di finanziamento che conteneva parti importanti identiche a una domanda presentata mesi prima da un collega più giovane di Croce. In seguito, l'OSU ha scagionato Croce da una cattiva condotta dopo le accuse di aver brevettato il lavoro di un ricercatore senza dargli credito, di aver utilizzato in modo inappropriato i fondi delle sovvenzioni per viaggi personali all'estero e di aver esercitato pressioni improprie sui colleghi per ottenere l'attribuzione della ricerca. Dal 2013, diversi scienziati hanno denunciato una cattiva condotta di ricerca da parte di Croce e, a partire dal 2020, queste accuse sono ancora oggetto di indagine da parte dell'Office of Research Integrity (ORI) federale. Alcuni membri della comunità scientifica hanno sottolineato il "tremendo conflitto di interessi" legato alle indagini dell'OSU su Croce, in quanto i finanziamenti federali per la ricerca di Croce includono 8,7 milioni di dollari forniti direttamente all'università in costi generali.
Il 10 maggio 2017 Croce ha intentato una causa contro il New York Times e diversi suoi giornalisti e redattori per diffamazione, violazione della privacy e inflizione intenzionale di stress emotivo. Nel novembre 2018 il giudice distrettuale degli Stati Uniti James Graham ha respinto ogni capo d'accusa della causa di Croce.
A partire dal 2021, quattordici delle pubblicazioni di Croce sono state ritrattate, altre tre sono state messe in dubbio e altre 21 sono state corrette.
Nel luglio 2022, Nature ha rivelato che l'indagine interna dell'OSU sulla cattiva condotta scientifica nel laboratorio di Croce ha portato all'identificazione di una serie di casi, tra cui plagio e falsificazione di dati, che hanno interessato le pubblicazioni di due ricercatori del laboratorio. Croce stesso non è stato giudicato colpevole di cattiva condotta di ricerca, ma gli investigatori hanno criticato la sua gestione e l'OSU gli ha intimato di ritrattare diversi altri articoli.

## Vita privata
Croce colleziona dipinti del Rinascimento e del Barocco italiani, attività che gli ha permesso di sviluppare un sesto senso nell'acquisto vantaggioso di veri capolavori. Croce possiede, tra le altre, una grande casa a Upper Arlington, nell'Ohio, dove conserva oltre 400 dei suoi dipinti. Benché perfettamente integrato, Croce non si definisce un fan degli Ohio State Buckeyes.
A seguito di una controversia legale con David Sanders, ricercatore alla Pordue University, risoltasi con la sconfitta di Croce, lo stesso è stato costretto a pagare circa 900.000 dollari tra condanna, spese legali, ecc.. A seguito di questo sono stati valutati molti dei suoi quadri alcuni dei quali sono stati certificati come "croste" dai vari periti intervenuti. 

## Scoperte
Anni di ricerca lo hanno portato a scoperte di rilevanza fondamentale nella ricerca oncologica: nei suoi laboratori è stata scoperta la giustapposizione dei geni delle immunoglobuline umane, gli oncogeni Myc, Bcl-1, e i geni MLL, coinvolto nelle leucemie acute, e TCL1A, associato a leucemie linfoidi delle cellule T e B. Croce ha inoltre clonato, denominato e caratterizzato il gene Bcl-2 coinvolto nel linfoma follicolare, e ha scoperto eventi precoci coinvolti nella patogenesi dei tumori polmonari, rinofaringei, della testa e del collo, esofagei, gastrointestinali e mammari.
Ha anche scoperto l'attivazione mediante traslocazione degli oncogeni ABL e ALL1 in leucemie mieloidi acute, ed il ruolo di microRNA nella leucemogenesi umana. Ha inoltre svolto studi fondamentali su neoplasie solide che lo hanno portato ad identificare e caratterizzare diversi geni oncosoppressori, tra cui FHIT, le cui potenzialità oncosoppressorie sono ora sfruttate in sperimentazioni cliniche di terapia genica antitumorale.
Gli studi più recenti lo hanno portato a scoprire il coinvolgimento di microRNA nella oncogensi umana. In particolare, ha svolto studi che hanno dimostrato la upregolazione di c-myc nel linfoma di Burkitt e quella dell'espressione di microRNA nei tumori umani. Ha inoltre dimostrato il ruolo oncogenico del miR-155, del cluster miR-106b-25, del cluster miR-221-222 ed oncosoppressorio del cluster miR-15a/miR-16-1. Il suo lavoro rappresenta la più ampia produzione scientifica su microRNA e cancro di un singolo laboratorio.
Nell'aprile 2017, Croce ha ricevuto il premio Margaret Foti dall'AACR per gli straordinari risultati nella ricerca sul cancro.

## Premi e onorificenze[1][26]
- 1975 Research Career Development Award, National Institutes of Health, National Cancer Institute, Bethesda MD
- 1985 Outstanding Investigator Award, National Institutes of Health, National Cancer Institute, Bethesda MD
- 1987 Scientific Award, American Cancer Society, Philadelphia Division
- 1990 Richard and Hinda Rosenthal Foundation Award, Association for Cancer Research
- 1992 Eagles Fly for Leukemia Lifetime Achievement Award
- 1992 Scanno Prize for Medicine
- 1992 Outstanding Investigator Award, National Institutes of Health, National Cancer Institute, Bethesda MD
- 1993 Charles S. Mott Prize, General Motors Cancer Research Foundation
- 1993 John Scott Award
- 1994 Robert J. and Claire Pasarow Foundation Cancer Award
- 1994 Honorary Member, Japanese Cancer Association
- 1995 CLAS Distinguished Scientist Award
- 1996 National Academy of Sciences, MVIMG
- 1997 Rudolf Virchow Honorary Lectureship, University of Wurzburg, Germany
- 1997 Scientific Excellence in Medicine Award, American-Italian Cancer Foundation
- 1997 The Twenty-Fifth Solomon A. Berson Memorial Lecture, Mt. Sinai School of Medicine, NY
- 1999 AACR-Pezcoller International Award for Cancer Research, American Association for Cancer Research (AACR)
- 1999 Raymond Bourgine Award and Gold Medal of Paris
- 1999 Herz Memorial Lecture in Cancer Research, Tel Aviv University
- 2000 Dottore in Medicina, laurea honoris causa conferita dalla Uppsala University (Svezia)
- 2000 Order of Merit of the Italian Republic
- 2001 Clavius Award for Achievement in Science and Research
- 2002 Rod and Ceil Mortel Lecture in Cancer Research, Penn State University
- 2003 Italian Gold Medal for Public Health, conferita dal presidente Carlo Azeglio Ciampi
- 2003 Foreign Member, Accademia Nazionale delle Scienze detta dei XL
- 2003 Medaglia d’oro dell’Accademia dei Lincei, per le discipline scientifiche
- 2003 Golgi Lecture, Accademia dei Lincei
- 2004 Premio Beccaria, A. Serra Foundation for Cancer Research
- 2005 Gottlieb Award, MD Anderson Cancer Center
- 2005 Prix Leopold Griffuel, sponsored by the French Association for Cancer Research
- 2006 G.H.A. Clowes Memorial Award, American Association for Cancer Research
- 2007 The iwCLL Binet-Rai-Medal for Outstanding Contribution to CLL Research
- 2007 The Henry M. Stratton Medal, American Society of Hematology (ASH)
- 2008 Albert Szent-Györgyi Prize for Progress in Cancer Research
- 2008 ARC Léopold Griffuel Prize for a Major Breakthrough in the Field of Cancer
- 2009 Maud L. Menten Endowed Lectureship, University of Pittsburgh
- 2009 Orrin Ingram Distinguished Lecture, Vanderbilt-Ingram Cancer Center
- 2010 The Ernst W. Bertner Memorial Award, The University of Texas M. D. Anderson Cancer Center
- 2010 Membro della American Academy of Arts and Sciences (AAAS)
- 2010 George and Lily Boxer Memorial Lecture, Robert Wood Johnson Medical School
- 2010 Annual Nickerson Memorial Lecture, McGill University, Montreal, Canada
- 2011 Szent-Györgyi Prize for Progress in Cancer Research
- 2011 AMP Award for Excellence in Molecular Diagnostics
- 2011 Membro dell'American Association of Physicians
- 2011 Member, Institute of Medicine (IOM) of the National Academies
- 2011 AAAS Fellow, American Association for the Advancement of Science
- 2011 Weinman Foundation Innovation Fund Recipient, University of Hawaii Cancer Center
- 2012 Anthony Dipple Carcinogenesis Award, European Association of Cancer Research
- 2012 W. E. Keck Distinguished Lecture, W.E. Keck Center for Innovative Cancer Therapies, M. D.  Anderson Cancer Center
- 2012 Sebetia–Ter Award International Prize, Naples, Italy
- 2013 The Eliezer Flescher Memorial Lecture, The Israeli Society for Cancer Research
- 2013 Membro della National Academy of Inventors
- 2013 Foreign Member, Accademia delle Scienze dell’Istituto di Bologna, Bologna, Italy
- 2013 Recipient of the 2013 AACR Princess Takamatsu Memorial Lectureship, American Association for Cancer Research
- 2013 Inaugural AACR Fellow of the Academy dell'American Association for Cancer Research
- 2013 Health Prize of the Fund InBev-Baillet Latour, Leuven, Belgium
- 2013 ICCNS – Springer Award, Nice France
- 2013 Juckett Distinguished Lecture – Vermont Cancer Center, University of Vermont
- 2013 Distinguished Lecture – Frontiers in Oncology, Continuum Cancer Centers of New York and Beth Israel St. Lukes-Roosevelt Medical Centers
- 2014 Janet Rowley Memorial Lecture, American Association for Cancer Research, Philadelphia
- 2014 Chauncey D. and Elizabeth W. Leake 2014 Speaker Award
- 2015 Beckman Research Institute/Art Riggs Lectureship, City of Hope, Pasadena, California
- 2015 Outstanding Investigator Award, National Cancer Institute
- 2016 Donald S. Coffey Lecturer, Soc. for Basic Urologic Research (SBUR) and the Soc. Of Urologic Oncology (SUO) Joint Society Meeting, San Diego, California
- 2017 Giacchino Lecturer, Sidney Kimmel Cancer Center, Thomas Jefferson University
- 2017 AACR Margaret Foti Award for Leadership and Extraordinary Achievements in Cancer Research
- 2018 Dan David Prize[9]
- 2019 ECDO-Cell Death and Differentiation Award, Dresden Germany